# Kelvin Gastelum
Kelvin Gastelum (San José, 24 de outubro de 1991) é um lutador estadunidense de artes marciais mistas, foi o campeão do TUF 17 e atualmente compete no Ultimate Fighting Championship.

## Carreira no MMA

### The Ultimate Fighter
Em Janeiro de 2013, foi anunciado que Gastelum faria parte do elenco do TUF 17. Para entrar na casa, Gastelum derrotou Kito Andrews por decisão. Durante a escolha dos times, Gastelum foi o último escolhido para o time de Chael Sonnen.
A próxima luta de Gastelum foi contra Robert "Bubba" McDaniel. Pouco antes da luta, Sonnen recebeu uma ligação da campeã do UFC Ronda Rousey, que desejou sorte a Kelvin em sua luta e disse que se ele vencesse, poderia ir ao TUF ensinar algo. Gastelum venceu com uma chave de braço no segundo round e ela veio a fazer parte da equipe de treinadores.
Nas quartas de final, Gastelum lutou contra Collin Hart. Gastelum venceu no primeiro round com um nocaute. Nas semifinais, ele enfrentou Josh Samman, venceu com um mata-leão no primeiro round.

### Ultimate Fighting Championship
Gastelum enfrentou o jamaicano Uriah Hall em 14 de abril de 2013 no The Ultimate Fighter: Team Jones vs. Team Sonnen Finale. Gastelum venceu por decisão dividida.
Era esperado que Gastelum enfrentasse o brasileiro Paulo Thiago em 28 de agosto de 2013 no UFC Fight Night: Condit vs. Kampmann II, porém uma lesão tirou Thiago da luta e ele foi substituido por Brian Melancon. Gastelum venceu Melancon por finalização no primeiro round.
Gastelum enfrentaria Court McGee em 14 de dezembro de 2013 no UFC on Fox: Johnson vs. Benavidez II, mas devido a uma lesão foi substituído por Ryan LaFlare.
Gastelum enfrentou Rick Story em 15 de março de 2014 no UFC 171. Ele venceu por decisão dividida em uma luta muito equilibrada.
Gastelum lutou contra Nicholas Musoke em 28 de junho de 2014 no UFC Fight Night: Swanson vs. Stephens. Gastelum não bateu o peso, pesando pouco mais de 1 lb do limite da categoria, mas na luta venceu por decisão unânime.
Em 15 de novembro de 2014, no UFC 180, Gastelum enfrentou o experiente Jake Ellenberger. Ele venceu a luta por finalização no primeiro round, ganhando ainda o prêmio de Performance da Noite.
Logo após sua vitória no UFC 180, Gastelum teve uma luta marcada contra Tyron Woodley para 31 de janeiro de 2015 no UFC 183. No dia da pesagem, Gastelum sofreu com o corte de peso e teve uma infecção estomacal. Na pesagem, Gastelum estourou o limite da categoria com cerca de 4Kg a mais do permitido. Logo após a pesagem, Dana White declarou que Gastelum nunca mais lutaria pelos meio-médios, visto que essa foi a segunda vez falhou durante a pesagem. Na luta, ele foi derrotado por decisão dividida.
Como de prometido, Gastelum foi movido para os médios, e fez sua luta de retorno à divisão contra o ex-campeão do Strikeforce e desafiante do UFC Nate Marquardt em 13 de Junho de 2015 no UFC 188. Ele venceu por interrupção do córner ao fim do segundo round.
Gastelum enfrentaria Matt Brown em 21 de novembro de 2015 no The Ultimate Fighter: América Latina 2 Finale, em sua volta aos meio médios. No entanto, Brown teve que se retirar do combate, e o mesmo foi substituído pelo compatriota Neil Magny. Gastelum foi derrotado por decisão dividida.
Gastelum enfrentou Johny Hendricks em dia 9 de julho de 2016 no UFC 200, combate em que venceu por decisão unânime. O combate seguinte marcou o retorno de Kevin Gastelum ao peso-médio. Kevin derrotou Tim Kennedy por nocaute técnico no terceiro round.

## Cartel no MMA
| Cartel no MMA   |             |            |
| 25 lutas        | 16 vitórias | 8 derrotas |
| Por nocaute     | 6           | 0          |
| Por finalização | 4           | 2          |
| Por decisão     | 6           | 6          |
| No contest      | 1           | 1          |

| Res.    | Cartel   | Oponente         | Método                               | Evento                                      | Data       | Round | Tempo | Local                    | Notas |
| ------- | -------- | ---------------- | ------------------------------------ | ------------------------------------------- | ---------- | ----- | ----- | ------------------------ | --- |
| Vitória | 17-8 (1) | Chris Curtis     | Decisão (unânime)                    | UFC 287: Pereira vs. Adesanya 2             | 08/04/2023 | 3     | 5:00  | Miami, Flórida           | Luta da Noite. |
| Derrota | 16-8 (1) | Jared Cannonier  | Decisão (unânime)                    | UFC Fight Night: Cannonier vs. Gastelum     | 21/08/2021 | 5     | 5:00  | Las Vegas, Nevada        | |
| Derrota | 16-7 (1) | Robert Whittaker | Decisão (unânime)                    | UFC on ESPN: Whittaker vs. Gastelum         | 17/04/2021 | 5     | 5:00  | Las Vegas, Nevada        | Luta da Noite. |
| Vitória | 16-6 (1) | Ian Heinisch     | Decisão (unânime)                    | UFC 258: Usman vs. Burns                    | 13/02/2021 | 3     | 5:00  | Las Vegas, Nevada        | |
| Derrota | 15-6 (1) | Jack Hermansson  | Finalização (chave de calcanhar)     | UFC Fight Night: Figueiredo vs. Benavidez 2 | 18/07/2020 | 1     | 1:18  | Abu Dhabi                | |
| Derrota | 15-5 (1) | Darren Till      | Decisão (dividida)                   | UFC 244: Masvidal vs. Diaz                  | 02/11/2019 | 3     | 5:00  | Nova Iorque, Nova Iorque | Gastelum foi flagrado no doping com altos níveis de THC.                                                              |
| Derrota | 15-4 (1) | Israel Adesanya  | Decisão (unânime)                    | UFC 236: Holloway vs. Poirier II            | 13/04/2019 | 5     | 5:00  | Atlanta                  | Pelo Cinturão Peso Médio Interino do UFC. Luta da Noite; Luta do Ano (2019).                                          |
| Vitória | 15-3 (1) | Jacaré Souza     | Decisão (dividida)                   | UFC 224: Nunes vs. Pennington               | 12/05/2018 | 3     | 5:00  | Rio de Janeiro           | Luta da Noite. |
| Vitória | 14-3 (1) | Michael Bisping  | Nocaute (soco)                       | UFC Fight Night: Bisping vs. Gastelum       | 25/11/2017 | 1     | 2:30  | Xangai                   | Performance da Noite.                                                                                                 |
| Derrota | 13-3 (1) | Chris Weidman    | Finalização (katagatame)             | UFC on Fox: Weidman vs. Gastelum            | 22/07/2017 | 3     | 3:45  | Long Island, New York    | |
| NC      | 13-2 (1) | Vítor Belfort    | Sem Resultado                        | UFC Fight Night: Belfort vs. Gastelum       | 11/03/2017 | 1     | 3:52  | Fortaleza                | Performance da Noite; Originalmente vitória por nocaute técnico, mas Gastelum testou positivo para THC no antidoping. |
| Vitória | 13-2     | Tim Kennedy      | Nocaute Técnico (socos)              | UFC 206: Holloway vs. Pettis                | 10/12/2016 | 3     | 2:45  | Toronto, Ontário         | Voltou ao Peso Médio após falhar ao tentar bater peso nos Meio Médios pela terceira vez.                              |
| Vitória | 12-2     | Johny Hendricks  | Decisão (unânime)                    | UFC 200: Tate vs. Nunes                     | 09/07/2016 | 3     | 5:00  | Las Vegas, Nevada        | Luta em Peso Casado.                                                                                                  |
| Derrota | 11-2     | Neil Magny       | Decisão (dividida)                   | TUF América Latina 2 Finale                 | 21/11/2015 | 5     | 5:00  | Monterrey                | Voltou aos Meio Médios; Luta da Noite.                                                                                |
| Vitória | 11-1     | Nate Marquardt   | Nocaute Técnico (interrupção médica) | UFC 188: Velasquez vs. Werdum               | 13/06/2015 | 2     | 5:00  | Cidade do México         | Estreia no Peso Médio.                                                                                                |
| Derrota | 10-1     | Tyron Woodley    | Decisão (dividida)                   | UFC 183: Silva vs. Diaz                     | 31/01/2015 | 3     | 5:00  | Las Vegas, Nevada        | Gastelum não bateu o peso; luta em Peso Casado.                                                                       |
| Vitória | 10-0     | Jake Ellenberger | Finalização (mata leão)              | UFC 180: Werdum vs. Hunt                    | 15/11/2014 | 1     | 4:45  | Cidade do México         | Performance da Noite.                                                                                                 |
| Vitória | 9-0      | Nicholas Musoke  | Decisão (unânime)                    | UFC Fight Night: Swanson vs. Stephens       | 28/06/2014 | 3     | 5:00  | San Antonio, Texas       | Gastelum não bateu o peso; luta em Peso Casado.                                                                       |
| Vitória | 8-0      | Rick Story       | Decisão (dividida)                   | UFC 171: Hendricks vs. Lawler               | 15/03/2014 | 3     | 5:00  | Dallas, Texas            | |
| Vitória | 7-0      | Brian Melancon   | Finalização (mata leão)              | UFC Fight Night: Condit vs. Kampmann II     | 28/08/2013 | 1     | 2:26  | Indianapolis, Indiana    | Estreia nos Meio Médios.                                                                                              |
| Vitória | 6-0      | Uriah Hall       | Decisão (dividida)                   | The Ultimate Fighter 17 Finale              | 13/04/2013 | 3     | 5:00  | Las Vegas, Nevada        | Estreia no UFC; Venceu o The Ultimate Fighter 17.                                                                     |
| Vitória | 5-0      | Mike Ashford     | Nocaute Técnico (socos)              | Rage in the Cage 161                        | 20/07/2012 | 1     | 1:58  | Chandler, Arizona        | |
| Vitória | 4-0      | Bill Smallwood   | Finalização (mata leão)              | Cage Rage - On the River                    | 07/07/2012 | 1     | 0:55  | Parker, Arizona          | |
| Vitória | 3-0      | Mike Gentile     | Nocaute Técnico (socos)              | Desert Rage Full Fighting 10                | 22/10/2011 | 2     | 2:30  | Yuma, Arizona            | |
| Vitória | 2-0      | Yair Moguel      | Nocaute Técnico (socos)              | LAW 1                                       | 16/07/2011 | 3     | 2:28  | Mexicali                 | |
| Vitória | 1-0      | Jose Sanchez     | Finalização (socos)                  | LAF - Border Wars                           | 11/12/2010 | 2     | 1:38  | Mexicali                 | |